# Ферлюдинка
Ферлюдинка — деревня в Лунинском районе Пензенской области. Входит в состав Болотниковского сельсовета.

## География
Деревня расположена в северной части Пензенской области, на расстоянии примерно 11 км (по прямой) к западу от Лунино, административного центра района.

### Часовой пояс
Деревня Ферлюдинка как и вся Пензенская область, находится в часовой зоне МСК (московское время). Смещение применяемого времени относительно UTC составляет +3:00.

## Население
| 1785 | 1864 | 1910 | 1926 | 1930 | 1959 | 1979 |
| ---- | ---- | ---- | ---- | ---- | ---- | ---- |
| 35   | ↗92  | ↗173 | ↗216 | ↗240 | ↗274 | ↘130 |
| 1989 | 1996 | 2002 | 2010 |      |      |      |
| ↘98  | ↘84  | ↘56  | ↗58  |      |      |      |

### Национальный состав
Согласно результатам переписи 2002 года, в национальной структуре населения русские составляли 96 % из 56 чел.